# Sparenmoos
Das Sparenmoos ist ein Hochmoorgebiet in den Gemeinden Zweisimmen und Boltigen im Berner Oberland. Es ist seit den späten 1970er Jahren für den Langlaufsport erschlossen und war Austragungsort der Schweizer Meisterschaften im Skilanglauf 1988, 2016 und 2022. Im Sommer ist es als Wandergebiet erschlossen.

## Lage und Erschliessung
Das Sparenmoos liegt zwischen 1'600 und 1'800 Metern Höhe, etwa 2 Kilometer westlich des Ortes Zweisimmen. Die Anfahrt erfolgt über die Heimchueweid und ist im Winter regelmässig nur mit Schneeketten bzw. Allradantrieb sowie im halbstündlichen Richtungswechsel (Einbahnverkehr) zulässig.